# 8551 Дайтаработі
8551 Дайтаработі (8551 Daitarabochi) — астероїд головного поясу, відкритий 11 листопада 1994 року.
Тіссеранів параметр щодо Юпітера — 2,982.